# 400 mètres nage libre féminin aux Jeux olympiques d'été de 1924
L'épreuve de 400 mètres nage libre féminin des Jeux olympiques de 1924 a eu lieu du 13 au 15 juillet 1924 dans un bassin long de 50 mètres, le stade aquatique des Tourelles à Paris. C'est la première fois que cette épreuve a lieu : à Anvers en 1920 ne s'était couru qu'un 300 mètres.
Il n'y a donc pas encore de record olympique. Le record du monde appartient à une Américaine, Gertrude Ederle, en 5 min 53 s 20 depuis 1922.
La course est dominée, des séries à la finale par les trois nageuses américaines Martha Norelius, Helen Wainwright et Gertrude Ederle. La suprématie anglo-saxonne est complétée par les performances des trois nageuses britanniques Doris Molesworth (en), Constance Jeans et Vera Tanner et de la nageuse néo-zélandaise Gwitha Shand. Une nageuse danoise Hedevig Rasmussen et une Française Mariette Protin réussissent à se hisser en demi-finale, mais sont éliminées. Malgré des records de France de la distance en séries et demi-finale, les nageuses françaises ne sont pas de taille à rivaliser.
En finale, alors que tous les pronostics donnaient Gertrude Ederle vainqueur, celle-ci se fait surprendre dans la dernière longueur par ses deux compatriotes. Et c'est la jeune Martha Norelius (15 ans) qui s'impose, avec un nouveau record olympique.

## Séries
Les séries du 400 mètres nage libre féminin ont lieu le dimanche 13 juillet après-midi,. Les entrées lors de cette demi-journée sont comptées à un peu moins de 5 000 spectateurs. Les deux premières de chaque série et la meilleure troisième sont qualifiées pour les demi-finales.
19 nageuses venues de huit pays sont engagées. La Danoise M. Hansen est forfait. Ce sont donc 18 nageuses venues de huit pays qui s'affrontent. Ce qui en fait la course avec le plus de nageuses engagées.
Les trois nageuses américaines Martha Norelius, Helen Wainwright et Gertrude Ederle, cette dernière établissant le premier record olympique de la distance, dominent facilement les séries. Les trois nageuses britanniques Doris Molesworth (en), Constance Jeans et Vera Tanner ainsi que la Néo-zélandaise Gwitha Shand viennent confirmer la domination anglo-saxonne. En effet, seules la Française Mariette Protin et la Danoise Hedevig Rasmussen réussissent à se hisser en demi-finales,. Mariette Protin en profite pour récupérer les record de France de la distance mais aussi celui du 300 mètres que lui avait ravis Ernestine Lebrun quelques minutes plus tôt,,.
En première série, la recordwoman du monde, Gertrude Ederle, prend immédiatement la tête et ne la lâche plus ; elle vire aux 200 mètres en 2 min 54 s 90. Sa victoire lui permet d'établir le record olympique. Dans cette série, la Française Ernestine Lebrun part vite. Elle égale le record de France du 200 mètres nage libre, puis elle bat celui du 300 mètres (5 min 10 s 80 contre 5 min 14 s 20) pour terminer en améliorant le record de France de la distance de deux dixièmes. Elle est longtemps troisième, avant de craquer et elle ne peut que se classer 5e, devancée d'une main par la nageuse suédoise Gulli Ewerlund. En deuxième série, les nageuses américaine Martha Norelius et britannique Constance Jeans sont longtemps au coude à coude ; l'Américaine ne faisant la différence que dans la seconde moitié de la course. La troisième série est dominée par l'Américaine Helen Wainwright. Cependant, la Française Mariette Protin part vite et essaie de ne pas trop se faire distancer : elle reste à une dizaine de mètres derrière l'Américaine. La Française réussit à conserver la deuxième place qualificative, à la grande joie du public. Elle récupère par la même occasion son record national, qu'elle améliore de huit secondes. La quatrième et dernière série est la plus disputée, peut-être car sans nageuse américaine dominatrice. Les quatre nageuses virent quasiment ensemble aux 100 mètres en 1 min 21 s 40 puis aux 200 mètres en 2 min 59 s 60, avant que la Néo-zélandaise Gwitha Shand produise son effort et se détache définitivement,.
| Série | Rang | Pays | Nom                   | Temps         | Qualification           |
| ----- | ---- | ---- | --------------------- | ------------- | ----------------------- |
| 1     | 1    |      | Gertrude Ederle       | 6 min 12 s 20 | Q (RO)                  |
| 1     | 2    |      | Doris Molesworth (en) | 6 min 28 s 80 | Q                       |
| 1     | 3    |      | Hedevig Rasmussen     | 6 min 58 s 20 | q (meilleure troisième) |
| 1     | 4    |      | Gulli Ewerlund        | 7 min 5 s 40  |                         |
| 1     | 5    |      | Ernestine Lebrun      | 7 min 6 s 40  | (RF)                    |
| 2     | 1    |      | Martha Norelius       | 6 min 23 s 20 | Q                       |
| 2     | 2    |      | Constance Jeans       | 6 min 34 s 60 | Q                       |
| 2     | 3    |      | Truus Klapwijk (en)   | 7 min 15 s    |                         |
| 2     | 4    |      | Gilberte Mortier      | 7 min 35 s    |                         |
| 2     | n.c  |      | M. Hansen (en)        | DNS           |                         |
| 3     | 1    |      | Helen Wainwright      | 6 min 46 s 80 | Q                       |
| 3     | 2    |      | Mariette Protin       | 6 min 58 s 20 | Q (RF)                  |
| 3     | 3    |      | Vibeke Møller (en)    | 7 min 2 s 10  |                         |
| 3     | 4    |      | Jane Gylling          | 7 min 55 s    |                         |
| 3     | 5    |      | Eva Chaloupková       | 8 min 14 s    |                         |
| 4     | 1    |      | Gwitha Shand          | 6 min 23 s 60 | Q                       |
| 4     | 2    |      | Vera Tanner           | 6 min 35 s 40 | Q                       |
| 4     | 3    |      | Hjördis Töpel         | 6 min 59 s 80 |                         |
| 4     | 4    |      | Marie Vierdag         | 7 min 2 s 40  |                         |

## Demi-finales
Les demi-finales du 400 mètres nage libre féminin ont lieu le lundi 14 juillet l'après-midi, devant un peu plus de 6 700 spectateurs. Les deux premières de chaque série et la meilleure troisième sont qualifiées pour la finale.
La première demi-finale semble disputée dans les premières longueurs. Les cinq nageuses sont au coude à coude. Aux 100 mètres, la Britannique Constance Jeans, plus spécialiste de la distance, passe en tête. Aux 200 mètres, elle est doublée par l'Américaine Helen Wainwright qui ne lâche plus la tête. Elle est cependant menacée dans les derniers 50 mètres par le retour de la seconde Britannique Doris Molesworth (en) qui ne s'incline que d'une main. La nageuse française Mariette Protin s'accroche dans la vague de ses adversaires anglo-saxonnes. Même si elle finit dernière, elle améliore ses records établis la veille des 300 mètres (5 min 8 s 80) et donc 400 mètres. La seconde demi-finale est largement dominée dans un style très souple par les deux nageuses américaines Gertrude Ederle qui semble se « promener » et Martha Norelius,,.
| Série | Rang | Pays | Nom                   | Temps         | Qualification           |
| ----- | ---- | ---- | --------------------- | ------------- | ----------------------- |
| 1     | 1    |      | Helen Wainwright      | 6 min 19 s 60 | Q                       |
| 1     | 2    |      | Doris Molesworth (en) | 6 min 19 s 80 | Q                       |
| 1     | 3    |      | Gwitha Shand          | 6 min 24 s 40 | q (meilleure troisième) |
| 1     | 4    |      | Constance Jeans       | 6 min 37 s 80 |                         |
| 1     | 5    |      | Mariette Protin       | 6 min 56 s 60 | (RF)                    |
| 2     | 1    |      | Gertrude Ederle       | 6 min 23 s 80 | Q                       |
| 2     | 2    |      | Martha Norelius       | 6 min 26 s 60 | Q                       |
| 2     | 3    |      | Vera Tanner           | 6 min 34 s    |                         |
| 2     | 4    |      | Hedevig Rasmussen     | 6 min 55 s 20 |                         |

## Finale
La finale se déroule le mardi 15 juillet après-midi, devant un peu plus de 5 000 spectateurs.
| Rang | Pays | Nom                   | Temps         |                                            |
| ---- | ---- | --------------------- | ------------- | ------------------------------------------ |
| 1    |      | Martha Norelius       | 6 min 2 s 20  | (RO)                                       |
| 2    |      | Helen Wainwright      | 6 min 3 s 80  |                                            |
| 3    |      | Gertrude Ederle       | 6 min 4 s 80  |                                            |
| 4    |      | Doris Molesworth (en) | 6 min 25 s 40 |                                            |
| n.c  |      | Gwitha Shand          |               | Abandon aux 300 mètres                     |
| 6    |      | Vera Tanner           |               | Décision du jury 6e temps des demi-finales |

La finale est facilement dominée par les trois nageuses américaines Martha Norelius, Helen Wainwright et Gertrude Ederle qui terminent groupées, vingt secondes devant leur concurrente britannique Doris Molesworth (en). Des trois Américaines, la jeune (15 ans) Martha Norelius n'était pas favorite. La victoire semblait devoir revenir à Gertrude Ederle. Celle-ci d'ailleurs mène la course les sept premières longueurs. Elle passe aux 100 mètres en 1 min 16 s 60 (à la vitesse de la finale du 100 mètres), aux 200 mètres en 2 min 52 s 20 (plus vite que lors de son record olympique en série) et enfin aux 300 mètres en 4 min 30 s 20 (qui lui aurait permis de remporter la finale aux Jeux olympiques de 1920, avec en prime le record olympique si cette distance avait été nagée). Elle n'est rattrapée et dépassée que dans les 40 derniers mètres. C'est dans le sprint final que se décident les première et deuxième marches du podium. Après l'abandon de la Néo-Zélandaise Gwitha Shand, la Britannique Doris Molesworth se retrouve seule à gérer sa course,,.

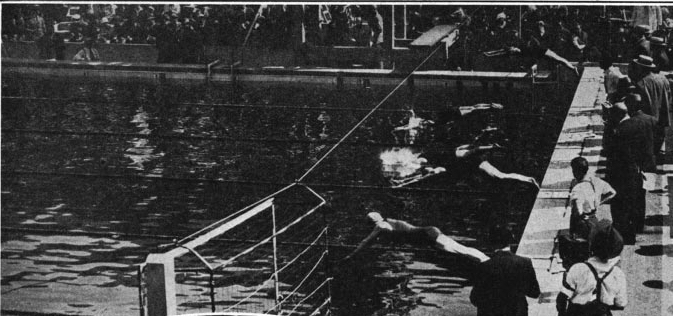
Départ de la finale. De bas en haut : Doris Molesworth (en) (GB) termine 4e ; Martha Norelius (USA) vainqueur ; Gertrude Ederle (USA) termine 3e ; Gwitha Stand (en) (NZ) abandon ; Helen Wainwright (USA) termine 2e.
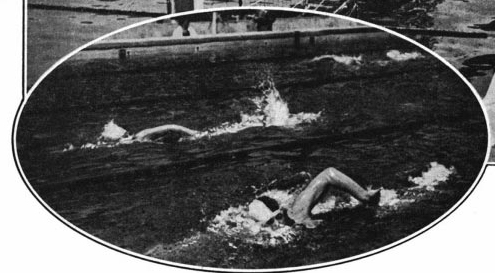
Pendant la finale. Au premier plan, Gertrude Ederle (USA) mène devant Martha Norelius (USA) ; au fond Doris Molesworth (GB)
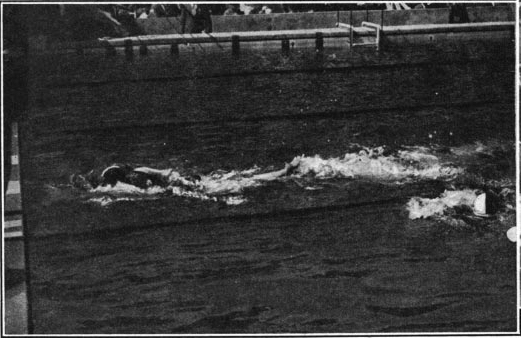
Victoire de Martha Norelius (USA) ; Gertrude Ederle (USA) encore 2e est en passe de se faire doubler par Helen Wainwright (USA), hors champ.
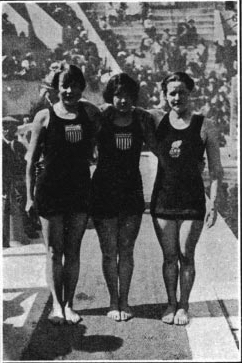
De gauche à droite : Martha Norelius (USA) 1re ; Helen Wainwright (USA) 2e ; Gertrude Ederle (USA) 3e